# Bob a 2012. évi téli ifjúsági olimpiai játékokon
A 2012. évi téli ifjúsági olimpiai játékokon a bob versenyeit január 22-én rendezték Innsbruckban. Összesen két versenyszámban avattak ifjúsági olimpiai bajnokot. A versenyeken összesen 20–20, 1993–1994-ben született fiú és lány vehetett részt.

## Éremtáblázat
(A táblázatokban a rendező ország sportolói eltérő háttérszínnel, az egyes számoszlopok legmagasabb értéke, vagy értékei vastagítással kiemelve.)
| A 2012. évi téli ifjúsági olimpiai játékok éremtáblázata bobban | A 2012. évi téli ifjúsági olimpiai játékok éremtáblázata bobban | A 2012. évi téli ifjúsági olimpiai játékok éremtáblázata bobban | A 2012. évi téli ifjúsági olimpiai játékok éremtáblázata bobban | A 2012. évi téli ifjúsági olimpiai játékok éremtáblázata bobban | Olimpia  |
| --------------------------------------------------------------- | --------------------------------------------------------------- | --------------------------------------------------------------- | --------------------------------------------------------------- | --------------------------------------------------------------- | -------- |
|                                                                 | Ország                                                          | Arany                                                           | Ezüst                                                           | Bronz                                                           | Összesen |
| 1.                                                              | Hollandia (NED)                                                 | 1                                                               | 0                                                               | 1                                                               | 2        |
| 2.                                                              | Olaszország (ITA)                                               | 1                                                               | 0                                                               | 0                                                               | 1        |
|                                                                 |                                                                 |                                                                 |                                                                 |                                                                 |          |
| 3.                                                              | Ausztria (AUT)                                                  | 0                                                               | 1                                                               | 0                                                               | 1        |
| 3.                                                              | Nagy-Britannia (GBR)                                            | 0                                                               | 1                                                               | 0                                                               | 1        |
|                                                                 |                                                                 |                                                                 |                                                                 |                                                                 |          |
| 5.                                                              | Monaco (MON)                                                    | 0                                                               | 0                                                               | 1                                                               | 1        |
|                                                                 |                                                                 |                                                                 |                                                                 |                                                                 |          |
| Összesen                                                        | Összesen                                                        | 2                                                               | 2                                                               | 2                                                               | 6        |

## Érmesek
| A 2012. évi téli ifjúsági olimpiai játékok érmesei bobban |                                                             |         |                                                      |         |                                               |         |
| Versenyszám                                               | Arany                                                       | Arany   | Ezüst                                                | Ezüst   | Bronz                                         | Bronz   |
| Fiú kettes                                                | Olaszország (ITA) · Patrick Baumgartner · Alessandro Grande | 1:49,14 | Ausztria (AUT) · Benjamin Maier · Robert Ofensberger | 1:49,23 | Monaco (MON) · Rudy Rinaldi · Jeremy Torre    | 1:49,31 |
| Lány kettes                                               | Hollandia (NED) · Marije Van Huigenbosch · Sanne Dekker     | 1:51,62 | Nagy-Britannia (GBR) · Mica Mcneill · Jazmin Sawyers | 1:51,95 | Hollandia (NED) · Kimberley Bos · Mandy Groot | 1:52,15 |